# Phil Gingrey
John Phillip Gingrey, detto Phil (Augusta, 10 luglio 1942), è un politico e medico statunitense, membro della Camera dei Rappresentanti per lo stato della Georgia dal 2003 al 2015.

## Biografia
Nato ad Augusta, Gingrey studiò medicina e divenne ginecologo. Dopo aver esercitato questa professione per molti anni, Gingrey entrò in politica con il Partito Repubblicano e nel 1999 venne eletto all'interno della legislatura statale della Georgia.
Nel 2002 Gingrey si candidò alla Camera dei Rappresentanti e riuscì a vincere di misura le elezioni, divenendo deputato. Negli anni successivi il suo distretto congressuale venne ridefinito in modo da renderlo più favorevole ad un elettorato repubblicano e così Gingrey fu facilmente rieletto. Nel 2014 lasciò il seggio per candidarsi al Senato, ma venne sconfitto nelle primarie.
Ideologicamente Gingrey è giudicato un repubblicano conservatore. Coniugato con Billie Ayers, ha quattro figli.